# El Gráfico (Chile)
El  Gráfico Chile es la edición chilena de la revista deportiva argentina El Gráfico. Se publica mensualmente en todo el país. Es publicado en Santiago por Publimetro Magazine Group S.A.

## Historia
La edición original fue creada en Argentina, donde fue fundada el 30 de mayo de 1919 por el uruguayo Constancio C. Vigil para Editorial Atlántida —Vigil había fundado la revista Atlántida en 1918 con buenos resultados, pero la semana trágica de 1919 paralizó las actividades y lo convenció de la necesidad de adquirir una imprenta; ya con ella creó en mayo la segunda revista de su empresa, El Gráfico—.
En la portada de la primera edición de El Gráfico, se lee ilustración semanal argentina. Sus 12 páginas solo contenían fotografías y epígrafes, de ahí su nombre. En una época con textos poco amenos y diagramaciones rígidas, la nueva publicación se destacó por su despliegue gráfico y agilidad. Era innovadora, de ahí su éxito. Nacida como una revista de interés general, se volcó definitivamente al deporte en 1925. Se mantuvo como publicación semanal hasta marzo de 2002. Desde entonces, es mensual en Argentina.

## Características
La revista está orientada al público masculino y concede prioridad absoluta al fútbol. Ello no significa que no tenga una cobertura de otros deportes, ya que también cubre deportes de gran interés en Chile, como el tenis, automovilismo, rugby, atletismo, golf, deportes extremos, triatlón y básquetbol, entre otros.

## Estructura
Actualmente la revista consta de un total de 98 páginas, más las tapas.

### Secciones
- Flash: Imágenes sobre un tema determinado que haya causado impacto en el ámbito deportivo, para abrir la edición.
- Nota de tapa: El personaje o tema abordado en la portada, con gran despliegue fotográfico e informativo. Por lo general comprende desde 8 a 12 páginas.
- Jugo de fútbol: Curiosidades y anécdotas en torno al fútbol, entre las secciones destacadas se encuentran Joya de personaje y Joya del archivo que es la republicación de alguna de las imágenes de los recuerdos de la revista o alguna otra, con su contexto histórico.
- Jugador del mes: Entrevista realizada al jugador que más se destacó en el mes anterior, según Premios El Gráfico.
- Onside: Breves noticias que ocurrieron en el mes o que ocurrirán, mayormente se trata sobre deportes no tan populares como el fútbol o el tenis.
- x50: Entrevista en formato de 50 preguntas a algún personaje destacado en el deporte.
- ¿Qué sabe?: Preguntas en donde el lector puede conocer cuanto sabe acerca del deporte.
- Lectores: Espacio en donde se muestran las cartas más interesantes enviadas por los lectores al revista, además de la subsección Twitter en donde se exhibe los twitteos más importantes realizados por famosos o anónimos.
- De la A a la Z: Un repaso a la carrera y la vida de algún futbolista, en formato diccionario que pasa por todas las letras, es decir de la a, a la z.
- Stop: Opinión, anécdotas y visiones de algún invitado a comentar en la última página de la revista.

## Equipo directivo
- Editor General: Carlos Silva Rojas
- Subeditores: Juan Ignacio Gardella B., Felipe Lagos B.
- Director de Arte: Nelson Hermosilla
- Redactores: Pedro Marín, Diego Espinoza, Rodrigo Realpe, Nicolás Valenzuela, Pablo Serey
- Gerente Editorial: Sebastián Campaña
- Gerente Comercial: María Paz Figueroa Cuadra
- Ventas: Andrés Inostroza
- Representante Legal: Augusto Marcos